# Lijst van afleveringen van Digimon
Dit is een lijst van afleveringen van Digimon Adventure.

## Seizoen 1 (Adventure)
| Nr. | Titel aflevering               | Nederlandse titel                    |
| --- | ------------------------------ | ------------------------------------ |
| 1   | And so it begins               | Hoe het begon                        |
| 2   | The birth of Greymon           | De geboorte van Greymon              |
| 3   | Garurumon                      | Garurumon                            |
| 4   | Biyomon gets firepower         | Meramon                              |
| 5   | Kabuterimon's electro shocker  | De bliksem van Kabuterimon           |
| 6   | Togemon in Toy Town            | Toy Town                             |
| 7   | Ikkakumon's harpoon torpedo    | De wraak van Ikkakumon               |
| 8   | Evil shows his face            | Het gezicht van het kwaad            |
| 9   | Subziro Ice Punch              | IJskoude klappen                     |
| 10  | A clue from the digipast       | Een aanwijzing uit het digi-verleden |
| 11  | The dancing Digimon            | De dansende Digimon                  |
| 12  | Digibaby boom                  | Digibaby boom                        |
| 13  | The legend of the Digidestined | De legende van de Digidestined       |
| 14  | Departure for a new continent  | Vertrek naar een nieuw werelddeel    |
| 15  | The dark network of Etemon     | Het duistere netwerk van Etemon      |
| 16  | The arrival of SkullGreymon    | SkullGreymon                         |
| 17  | The crest of Sincerity         | De crest of Sincerity                |
| 18  | The Piximon cometh             | De komeet Piximon                    |
| 19  | The prisoner of the Pyramid    | De gevangene in de Pyramide          |
| 20  | The earthquake of MetalGreymon | De aardbeving van MetalGreymon       |
| 21  | Home away from home            | Tai gaat naar huis                   |
| 22  | Forget about it                | Vergeet het maar                     |
| 23  | Weregarurumon's diner          | Weregarurumons restaurant            |
| 24  | No questions, please           | Geen vragen, aub                     |
| 25  | Princess Karaoke               | Prinses Karaoke                      |
| 26  | Sora's crest of love           | Sora's kristal van de liefde         |
| 27  | The gateway to home            | De poort naar huis                   |
| 28  | It's all in the cards          | Het kaartenvraagstuk                 |
| 29  | Return to Highton view Terrace | Terug naarHighton view Terrace       |
| 30  | Almost home free               | Bijna thuis                          |
| 31  | The eight digivice             | Het achtste digiding                 |
| 32  | Gatomon comes calling          | Gatomon komt op bezoek               |
| 33  | Out on the town                | Lekker een dagje de stad in          |
| 34  | The eight child revailed       | Het achtste kind onthuld             |
| 35  | Flower Power                   | Flower Power                         |
| 36  | City under siege               | Stad onder vuur                      |
| 37  | Wizardmon's gift               | Wizardmons geschenk                  |
| 38  | Prophecy                       | De voorspelling                      |
| 39  | The battle for earth           | De strijd om de aarde                |
| 40  | Enter the dark masters         | De dark masters                      |
| 41  | Seasick and Tired              | Vermoeid en zeeziek                  |
| 42  | Under Pressure                 | Onder druk                           |
| 43  | Playing games                  | spelletjes                           |
| 44  | Trash day                      | Vuilnis vuurgevecht                  |
| 45  | The Ultimate clash             | Het ultieme gevecht                  |
| 46  | Etemon's comeback tour         | De terugkeer van Etemon              |
| 47  | Ogremon's honor                | Ogremons eer                         |
| 48  | My sister's keeper             | Mijn zusters hoede                   |
| 49  | The crest of light             | Het kristal van ligt                 |
| 50  | Joe's Battle                   | Joe's strijd                         |
| 51  | The crest of Friendship        | Crest der vriendschap                |
| 52  | Piedmon's last jest            | Piedmons laatste streek              |
| 53  | Now Apocalymon                 | Apocalymon                           |
| 54  | Fate of two worlds             | Het lot van twee werelden            |